# Demografiska föreningen i Finland
Demografiska föreningen i Finland (finska: Suomen väestötieteen yhdistys), med säte i Helsingfors, utgör den finländska avdelningen av Nordisk demografisk förening. Den instiftades 1973.
Föreningen har till ändamål att främja forskningen om befolkningsfrågor och interaktionen mellan forskarna bland annat genom att arrangera seminarier, upprätthålla kontakter med andra inhemska och utländska samfund på området samt att utge publikationer. Föreningen hade 2001 drygt 120 medlemmar.
Demografiska föreningen i Finland är medlemsorganisation i Vetenskapliga samfundens delegation. 